# Chloridolum litopoides
Chloridolum litopoides là một loài bọ cánh cứng trong họ Cerambycidae.